# Reform (Alabama)
Reform is een plaats (city) in de Amerikaanse staat Alabama, en valt bestuurlijk gezien onder Pickens County.

## Demografie
Bij de volkstelling in 2000 werd het aantal inwoners vastgesteld op 1978.
In 2006 is het aantal inwoners door het United States Census Bureau geschat op 1850, een daling van 128 (-6.5%).

## Geografie
Volgens het United States Census Bureau beslaat de plaats een oppervlakte van
20,9 km², waarvan 20,8 km² land en 0,1 km² water. Reform ligt op ongeveer 123 m boven zeeniveau.

## Plaatsen in de nabije omgeving
De onderstaande figuur toont de plaatsen in een straal van 24 km rond Reform.